# Nederlandse kampioenschappen schaatsen afstanden 1988 - 3000 meter vrouwen
De 3000 meter vrouwen op de Nederlandse kampioenschappen schaatsen afstanden 1988 werd gereden in januari 1988, in ijsstadion Thialf te Heerenveen. Er namen twaalf schaatssters deel.
Yvonne van Gennip was titelverdedigster na haar zege tijdens de NK afstanden 1987.

## Statistieken

### Uitslag
| #      | Schaatser            | tijd    |
| ------ | -------------------- | ------- |
| Goud   | Yvonne van Gennip    | 4.24,32 |
| Zilver | Ingrid Paul          | 4.28,87 |
| Brons  | Ria Visser           | 4.29,54 |
| 4      | Marga Preuter        | 4.31,29 |
| 5      | Grietje Mulder       | 4.31,66 |
| 6      | Hanneke de Vries     | 4.31,83 |
| 7      | Marieke Stam         | 4.32,80 |
| 8      | Anja Bollaart        | 4.33,50 |
| 9      | Erna Uitham          | 4.33,86 |
| 10     | Henriët van der Meer | 4.35,32 |
| 11     | Petra Grimbergen     | 4.35,82 |
| 12     | Herma Meijer         | 4.37,63 |